# アンリ1世 (フランス王)
アンリ1世（フランス語：Henri Ier, 1008年5月4日 - 1060年8月4日）は、フランスのカペー朝第3代国王（在位：1031年 - 1060年）。ロベール2世（敬虔王）と3番目の王妃コンスタンス・ダルルの間の次男。

## 生涯
フランス北東部、シャンパーニュ地方のランスで生まれた。1017年から1031年までブルゴーニュ公となる。1027年5月14日、早世した兄ユーグに代わる父王の共同君主としてランスのノートルダム大聖堂で戴冠式を挙行し、その4年後の1031年に父王の崩御により単独のフランス王に即位した。
即位後も、末弟ロベールを支持する母妃の反乱やブロワ伯ウード2世の抵抗を受け、ロベールにブルゴーニュ公を譲って事態の収束を図った。後に、このとき支援を受けたアンジュー伯ジョフロワ2世（ジョフロワ・マルテル）やノルマンディー公ギヨーム2世の台頭を許すこととなる。
アンリ1世はコンラート2世の娘マティルデと婚約したが、マティルデは1034年に薨去した。同年のうちにフリースラント辺境伯リウドルフの娘マティルダと結婚したが、マティルダも1044年に死去した。のち、1051年5月19日にキエフ大公ヤロスラフ1世の娘アンナと再婚し、第4代国王となるフィリップ1世、ヴェルマンドワ家の祖ユーグをもうけた。 
1060年8月4日崩御し、サン＝ドニ大聖堂に埋葬された。